# مدار ۸۱ درجه شمالی
مدار ۸۱ درجه شمالی، دایره‌ای از عرض جغرافیایی است که در ۸۱ درجهٔ شمالی خط استوا  قرار دارد.

## گذر از مناطق
از نصف‌النهار مبدأ شروع می‌شود و به سمت مشرق ۸۱ درجه شمالی از موارد زیر گذر می‌کند:
| مختصات‌ها                                           | کشور، قلمرو یا دریا | توضیحات                                                                                    |
| -------------------------------------------------- | ------------------- | ------------------------------------------------------------------------------------------ |
| ۸۱°۰′ شمالی ۰°۰′ شرقی / ۸۱٫۰۰۰°شمالی ۰٫۰۰۰°شرقی    | اقیانوس اطلس        | دریای گرینلند                                                                              |
| ۸۱°۰′ شمالی ۱۱°۴۳′ شرقی / ۸۱٫۰۰۰°شمالی ۱۱٫۷۱۷°شرقی | اقیانوس منجمد شمالی | Passing between Arthur Island و Zemlya Georga, مجمع‌الجزایر فرانز جوزف, روسیه               |
| ۸۱°۰′ شمالی ۵۴°۲۷′ شرقی / ۸۱٫۰۰۰°شمالی ۵۴٫۴۵۰°شرقی | روسیه               | مجمع‌الجزایر فرانز جوزف - Salisbury Island, Ziegler Island و Greely Island                  |
| ۸۱°۰′ شمالی ۵۸°۴۵′ شرقی / ۸۱٫۰۰۰°شمالی ۵۸٫۷۵۰°شرقی | اقیانوس منجمد شمالی |                                                                                            |
| ۸۱°۰′ شمالی ۶۰°۱۳′ شرقی / ۸۱٫۰۰۰°شمالی ۶۰٫۲۱۷°شرقی | روسیه               | مجمع‌الجزایر فرانز جوزف - La Ronciere Island                                                |
| ۸۱°۰′ شمالی ۶۱°۳۱′ شرقی / ۸۱٫۰۰۰°شمالی ۶۱٫۵۱۷°شرقی | اقیانوس منجمد شمالی |                                                                                            |
| ۸۱°۰′ شمالی ۶۴°۱۰′ شرقی / ۸۱٫۰۰۰°شمالی ۶۴٫۱۶۷°شرقی | روسیه               | مجمع‌الجزایر فرانز جوزف - Graham Bell Island                                                |
| ۸۱°۰′ شمالی ۶۵°۲۰′ شرقی / ۸۱٫۰۰۰°شمالی ۶۵٫۳۳۳°شرقی | دریای کارا          | گذرکردن از شمال Ushakov Island, روسیه · گذرکردن از جنوب جزیره شمیدتا, سورنایا زملیا, روسیه |
| ۸۱°۰′ شمالی ۹۳°۴۵′ شرقی / ۸۱٫۰۰۰°شمالی ۹۳٫۷۵۰°شرقی | روسیه               | سورنایا زملیا - جزیره کومسومولتس                                                           |
| ۸۱°۰′ شمالی ۹۶°۳۶′ شرقی / ۸۱٫۰۰۰°شمالی ۹۶٫۶۰۰°شرقی | اقیانوس منجمد شمالی |                                                                                            |
| ۸۱°۰′ شمالی ۹۵°۱۶′ غربی / ۸۱٫۰۰۰°شمالی ۹۵٫۲۶۷°غربی | کانادا              | نوناووت - جزیره اکسل هایبرگ                                                                |
| ۸۱°۰′ شمالی ۹۱°۳۸′ غربی / ۸۱٫۰۰۰°شمالی ۹۱٫۶۳۳°غربی | Nansen Sound        |                                                                                            |
| ۸۱°۰′ شمالی ۸۸°۱۴′ غربی / ۸۱٫۰۰۰°شمالی ۸۸٫۲۳۳°غربی | کانادا              | نوناووت - جزیره الزمیر                                                                     |
| ۸۱°۰′ شمالی ۶۶°۵۲′ غربی / ۸۱٫۰۰۰°شمالی ۶۶٫۸۶۷°غربی | Nares Strait        |                                                                                            |
| ۸۱°۰′ شمالی ۶۴°۲۵′ غربی / ۸۱٫۰۰۰°شمالی ۶۴٫۴۱۷°غربی | گرینلند             |                                                                                            |
| ۸۱°۰′ شمالی ۱۴°۱۸′ غربی / ۸۱٫۰۰۰°شمالی ۱۴٫۳۰۰°غربی | اقیانوس اطلس        | دریای گرینلند                                                                              |